# 1405년

## 연호
- 명(明) 영락(永樂) 3년
- 일본(日本) 오에이(応永) 12년
- 호 왕조(胡朝) 카이다이(開大) 3년

## 기년
- 명(明) 성조 영락제(成祖 永樂帝) 3년
- 조선(朝鮮) 태종(太宗) 5년
- 호 왕조(胡朝) 호한트엉(胡漢蒼) 5년

## 사건
- 정화가 남해 원정을 떠나다.
- 울주의 속현이었던 동래현이 독립된 현이 되고 양주(梁州)의 속현이었던 동평현이 다시 동래현의 속현이 되었다.

## 탄생
- 5월 6일 - 알바니아의 스칸데르베그(Skanderbeg)
- 음력 7월 9일 - 조선의 성녕대군(誠寧大君)
- 음력 8월 6일 - 조선의 권준(權蹲)
- 월일 미상 - 조선의 김개(金漑)·민효열(閔孝悅)·어효첨(魚孝瞻)·이몽가(李蒙哥)·이사철(李思哲)

## 사망
- 2월 18일 - 티무르 제국의 군주 티무르(Timur)
- 음력 2월 12일 - 조선의 판공안부사(判恭安府事) 김을귀(金乙貴)
- 음력 3월 30일 - 조선의 지의정부사(知議政府事) 이첨(李詹)
- 음력 4월 23일 - 조선의 우부대언(右副代言) 이담(李擔)
- 음력 6월 27일 - 조선의 영의정부사(領議政府事) 조준(趙浚)
- 음력 7월 6일 - 조선의 의정부찬성사(議政府贊成事) 곽추(郭樞)
- 음력 7월 28일 - 조선의 개성유후(開城留後) 이원굉(李元紘)
- 음력 9월 20일 - 조선의 왕사(王師) 자초(自超)
- 음력 10월 25일 - 조선의 전라도수군도절제사(全羅道水軍都節制使) 김빈길(金贇吉)
- 음력 12월 19일 - 조선의 검교의정부좌정승(檢校議政府左政丞) 권희(權禧)